# Anunciació (Joan de Borgonya)
L'Anunciació és un oli sobre fusta realitzat entre 1510 i 1525 per l'artista Joan de Borgonya (Estrasburg, cap a 1465 - Barcelona, 1525/1526). Actualment es localitza en el Museu Nacional d'Art de Catalunya, a la sala 28.

## Història
Hi ha constància de la seva pertinença a la col·lecció Armengol l'any 1959, després de la qual cosa les dades sobre aquesta obra són escassos. L'any 2019 serà adquirida per la Generalitat de Catalunya en la fira FAMA de Barcelona, integrant-se llavors en la col·lecció exposada en el Museu Nacional d'Art de Catalunya.

## Descripció formal
L'escena narra el Passatge del Nou Testament (Lluques 1, 26-38) en el qual la Verge rep la visita de l'Arcàngel Gabriel, qui li anuncia la seva maternitat, amb la presència de l'Esperit Sant en forma de colom i de Déu Pare. Aquestes figures apareixen com a símbol de la puresa de la Verge.
Joan de Borgonya dominava l'ús de la perspectiva artificialis, mitjançant la qual creava espais realistes i amb un gran detall en omplir la composició d'ornament per la influència flamenca.
La Verge apareix orant en un reclinatori, amb una posició calmada i les mans creuades sobre el seu pit, com a senyal que se sotmet a la voluntat que déu l'ha encomanat. Enfront d'ella està l'arcàngel Gabriel, representat amb forma humana, jove, imberbe i amb llargs cabells rossos. Amb una de les seves mans saluda a Maria, i en l'altra porta un ceptre símbol de l'autoritat del missatger, en aquesta mateixa mà i enrotllada al llarg del ceptre porta una filactèria, amb el text de salutació. La figura té una actitud de reverència cap a maria. Finalment, apareix també en la part inferior un gerro amb lliris blancs, atribut de l'arcàngel, que representen la puresa de la verge.
L'escena posseeix una arquitectura de tall clàssic, amb una gran quantitat de columnes i entaulaments, que desemboquen en un paisatge en la part superior esquerra.

## Estil
Aquesta Anunciació segueix formalment l'estil d'altres representacions de l'Anunciació que fan protagonista a l'arquitectura en l'escena, aprofitant-se de la narració de la història, que resulta idònia per a experimentar amb la capacitat immersiva de l'espai arquitectònic. Altres obres renaixentistes que van establir un precedent en aquest sentit són l'Anunciació de Fra Filippo Lippi, l'Anunciació del políptic de Sant Antoni de Piero della Francesca o l'Anunciació amb Sant Emigdio, de Carlo Crivelli.

## Atribució
El procés d'atribució d'aquesta obra a l'artista Joan de Borgonya s'ha fonamentat en criteris formals presents en altres obres de l'artista. Per a Santi Torras i Tilló, l'arquitectura utilitzada en l'Anunciació de Joan de Borgonya prové presumiblement d'un patró previ, realitzat per al seu ús en diferents obres, no d'un espai dissenyat específicament per a aquesta, perquè l'arquitectura de la part central de l'obra és molt semblant a la que veiem en la part superior de la Mare de Déu amb el Nen i sant Joanet (1515-1525) del mateix artista. Aquesta arquitectura es caracteritza per una agrupació de pilastres que sostenen una àmplia cornisa de la qual arrenca una arcada desapareguda, destinades a representar restes de ruïnes paganes, un motiu habitual en anunciacions, visitacions i nativitats. Sobre aquestes pilastres se situen una seriï de àngels a manera de garlanda. L'estructura porticada és també anàloga a la que trobem en la Mare de Déu amb el Nen i sant Joanet, com les fines columnes acanalades, amb capitells corintis d'àbac vignolesco i pedestals de dau allargat amb cornisa, que són també característiques de l'obra de Joan de Borgonya, ja que són molt similars a les del desaparegut retaule de Santa Úrsula de la catedral de Girona.
Els dos dofins que veiem en la part exterior de l'arcada del frontó són un altre motiu repetit en la obra de Joan de Borgonya, perquè els trobem també en la Predicació de sant Feliu del Museu d'Art de Girona. També és característic de l'artista la manera en la qual el paisatge del fons s'eleva en vertical, contradient el punt de fugida, o els rostres compungits de l'àngel anunciador i la mare de déu.

## Polèmica
Amb la recent sortida al mercat d'una altra obra atribuïda a Joan de Borgonya, la Nativitat, a la casa de subhastes La Suite, s'ha reobert el debat entorn a l'autoria de totes dues obres.